# Мадий
Мадий (греч. Μαδύης, около 654—625 гг. до н. э.) — царь скифов во время походов в Переднюю Азию, сын и, вероятнее всего, наследник Прототия.
Скифы во времена Мадия покорили мидян (около 653/652 г. до н. э.), воевавших с Ассирией, после одержали ряд побед в Малой Азии, где наряду с другими племенами разбили киммерийцев (около/после 645г до н. э.), всегда выступая как союзники Ассирии. Совершили грабительский поход в Восточное Средиземноморье, Сирию и Палестину, откуда пошли на Египет, но фараон Псамметих I откупился от них дарами (на обратном пути скифы разграбили храм в городе Аскалоне) (Гер., История, І, 105) (существует и альтернативная точка зрения, построенная на безусловной критике Геродота). Также на обратном пути взял Ниневию, Урарту и Тейшебаини. Однако при подготовке похода на Вавилон был предательски убит мидийским царем Киаксаром.
Геродот (История, І, 106) отрицательно описывал (очевидно со слов мидян) господство скифов:

В течение двадцати восьми лет, скифы властвовали над Азией, и за это время они, преисполненные наглости и презрения, все опустошили. Ибо, кроме того, что они с каждого взимали дань, которую налагали на всех, они ещё, объезжая страну, грабили у всех то, чем каждый владел.

Этимология имени Мадий — греч. Μαδύης от авест. mantu — «советник; правитель».